# The Foreman's Treachery (film 1914)
The Foreman's Treachery è un cortometraggio muto del 1914 diretto da Henry MacRae.

## Produzione
Il film fu prodotto dalla Nestor Film Company.

## Distribuzione
Distribuito dall'Universal Film Manufacturing Company, il film - un cortometraggio di una bobina - uscì nelle sale cinematografiche USA il 2 settembre 1914.